# Sam Robards
Sam Robards (Nova Iorque, 16 de dezembro de 1961) é um ator estadunidense. É filho da atriz Lauren Bacall e do ator Jason Robards. Sendo filho único dessa relação. Sam possui dois meios-irmãos por parte de mãe e outros cinco por parte de pai. Ele começou sua carreira de ator em 1980, em uma produção off-Broadway de Album, e fez sua estréia no cinema em 1982, filme Tempest do diretor Paul Mazursky. Robards apareceu ao lado de seu pai, em 1988, do Bright Lights, Big City, em sua única colaboração filme (seu pai morreu em 2000). Ele co-estrelou com sua mãe em 1993 Robert Altman filme Prêt-à-Porter. Ele retratou Harold Ross, primeiro editor do The New Yorker, no filme biográfico Dorothy Parker Sra Parker. Seu currículo também inclui Fandango, Casualties of War, American Beauty, AI Inteligência Artificial, Life as a House, The Other Side of the Tracks e The Art of Getting By.

## Filmografia
- 2014 - Grand Street .... Gary
- 2011 - The Art of Getting By .... Jack Sargent
- 2011 - Homework .... Jack Sargent
- 2009 - Company Retreat .... Ron Gable
- 2009 - Perestroika .... Sasha
- 2009 - The Rebound .... Frank
- 2008 - The Other Side Of The Tracks .... David
- 2007 - Awake .... Clayton Beresford Sr.
- 2007 - Gossip Girl .... Cap.Howard Archibald
- 2004 - Surviving Eden .... Gary Gold
- 2004 - Marmalade .... Roger
- 2004 - Catch That Kid .... Tom
- 2003 - My Life with Men .... Jess Zebrowski
- 2002 - Obsessed .... David Stillman
- 2001 - Life as a House .... David Dokos
- 2001 - Artificial Intelligence: AI .... Henry Swinton
- 2000 - Hamlet .... Fortinbras
- 2000 - Bounce .... Todd Exner
- 1999 - Black and Blue .... Mike Riordan
- 1999 - American Beauty .... Jim Berkley
- 1998 - Love From Ground Zero .... Henry (voice)
- 1998 - Maximum Bob .... Sheriff Gary Hammond
- 1997 - Dinner and Driving .... Frank
- 1996 - Beautiful Girls .... Steve Rossmore
- 1996 - The Man Who Captured Eichmann .... David
- 1995 - Donor Unknown .... Dr. David Bausch
- 1994 - Mrs. Paker and The Vicious Circle .... Harold Ross
- 1993 - The Ballad of Little Jo .... Jasper Hill
- 1989 - Casualties of War .... Chaplain Kirk
- 1988 - Bird .... Moscowitz
- 1985 - Into Thin Air .... Stephen Walker
- 1985 - Not Quite Paradise .... Mike
- 1985 - Fandango .... Kenneth Waggener
- 1982 - Tempest .... Freddy